# Fila German Open 1987
Fila German Open 1987 — жіночий тенісний турнір, що проходив на відкритих кортах з ґрунтовим покриттям Rot-Weiss Tennis Club у Берліні (Західна Німеччина). Належав до турнірів 3-ї категорії в рамках Світової чемпіонської серії Вірджинії Слімс 1987. Турнір відбувсь увісімнадцяте і тривав з 11 до 17 травня 1987 року. Перша сіяна Штеффі Граф здобула титул в одиночному розряді, свій другий підряд на цьому турнірі, й заробила 29 тис. доларів.

## Фінальна частина

### Одиночний розряд
Штеффі Граф —  Клаудія Коде-Кільш 6–2, 6–3
- Для Граф це був 6-й титул в одиночному розряді за сезон і 14-й — за кар'єру.

### Парний розряд
Клаудія Коде-Кільш /  Гелена Сукова —  Катаріна Ліндквіст /  Тіна Шоєр-Ларсен 6–1, 6–2